# خلية حمضة (علم الأمراض)
الخلايا الحَمِضَة (بالإنجليزية: Oxyphil cell)‏ هي خلايا توجد في ورم المنتبجات [الإنجليزية] في الكلية والغدد الصماء والغدد اللعابية.

## روابط خارجية
- Oxyphil+Cells في المكتبة الوطنية الأمريكية للطب نظام فهرسة المواضيع الطبية (MeSH).